# Rocket Arena
Rocket Arena ist ein Third-Person-Shooter-Online-Spiel, das von Final Strike Games entwickelt und von Electronic Arts veröffentlicht wurde. Es wurde am 13. Juli 2020 für Windows, PlayStation 4 und Xbox One veröffentlicht. Das Spiel erhielt gemischte bis positive Kritiken, mit Lob für das Gameplay, die Charaktere und die Grafik, während der Mangel an Inhalten kritisiert wurde.

## Entwicklung
Das Spiel wurde im Mai 2019 als Ego-Shooter vorgestellt und hatte vom 23. bis 29. Mai eine Closed Beta. Es sollte ursprünglich von Nexon veröffentlicht werden, aber der Entwickler Final Strike Games kam mit dem Publisher überein, sich im Juli 2019 voneinander zu trennen. Im Juni 2020 wurde angekündigt, dass das Spiel im Juli 2020 erscheinen soll. Electronic Arts veröffentlichte das Spiel im Rahmen seines EA-Originals-Programms. Es wurde am 13. Juli 2020 für Microsoft Windows, PlayStation 4 und Xbox One veröffentlicht, wobei das plattformübergreifende Spielen aktiviert ist.